# Kampo Abdena
Kampo Abdena, ook wel Kampo Abdena van Hinte genoemd (* onbekend - † 1380 of 1381) was een Oost-Friese hoofdeling. Hij woonde op een burcht in Hinte.

## Geschiedenis
Kampo Abdena was hoofdeling van Hinte, een plaats in Oost-Friesland. Hij was een zoon van Luerd Abdena en had één broer en twee halfbroers. Hisko Abdena, de later proost van Emden was een neef van hem. Kampo trouwde met Gyla von Stedesdorf, en had 3 kinderen. 
De Abdena's behoorden eind 14e, begin 15e eeuw, tot een van de machtigste families van Oost-Friesland. Hun machtscentrum was de stad Emden en zij hadden burchten (stinzen) in Hinte en Norden. In de tweede helft van de 14e eeuw werden zij de belangrijkste tegenstander van  Ocko I tom Brok, in diens streven naar alleen heerschappij over Oost-Friesland. Zij steunden Folkmar Allena toen deze in oorlog raakte met zijn buurman Ocko I tom Brok.
Het leger dat ten strijde voerde tegen Ocko werd aangevoerd door Kampo en Folkmar Allena. In de slag bij Loppersum die eind 1380 of begin 1381 plaatsvond was Kampo een van de negentig gesneuvelden.   